# 896
896 (DCCCXCVI) var ett skottår som började en torsdag i den julianska kalendern.

## Händelser

### April
- 11 april – Sedan Formosus har avlidit en vecka tidigare väljs Bonifatius VI till påve, men avlider själv två veckor senare (sannolikt efter att ha blivit förgiftad).

### Maj
- 22 maj – Sedan Bonifatius VI har avlidit den 26 april väljs Stefan VI till påve.

## Födda
- Ali al-Masudi, arabisk författare.

## Avlidna
- 4 april – Formosus, påve sedan 891.
- 26 april – Bonifatius VI, påve sedan 11 april detta år (sannolikt förgiftad).
- Ermengard av Italien, drottning och regent av Provence.